# Florista

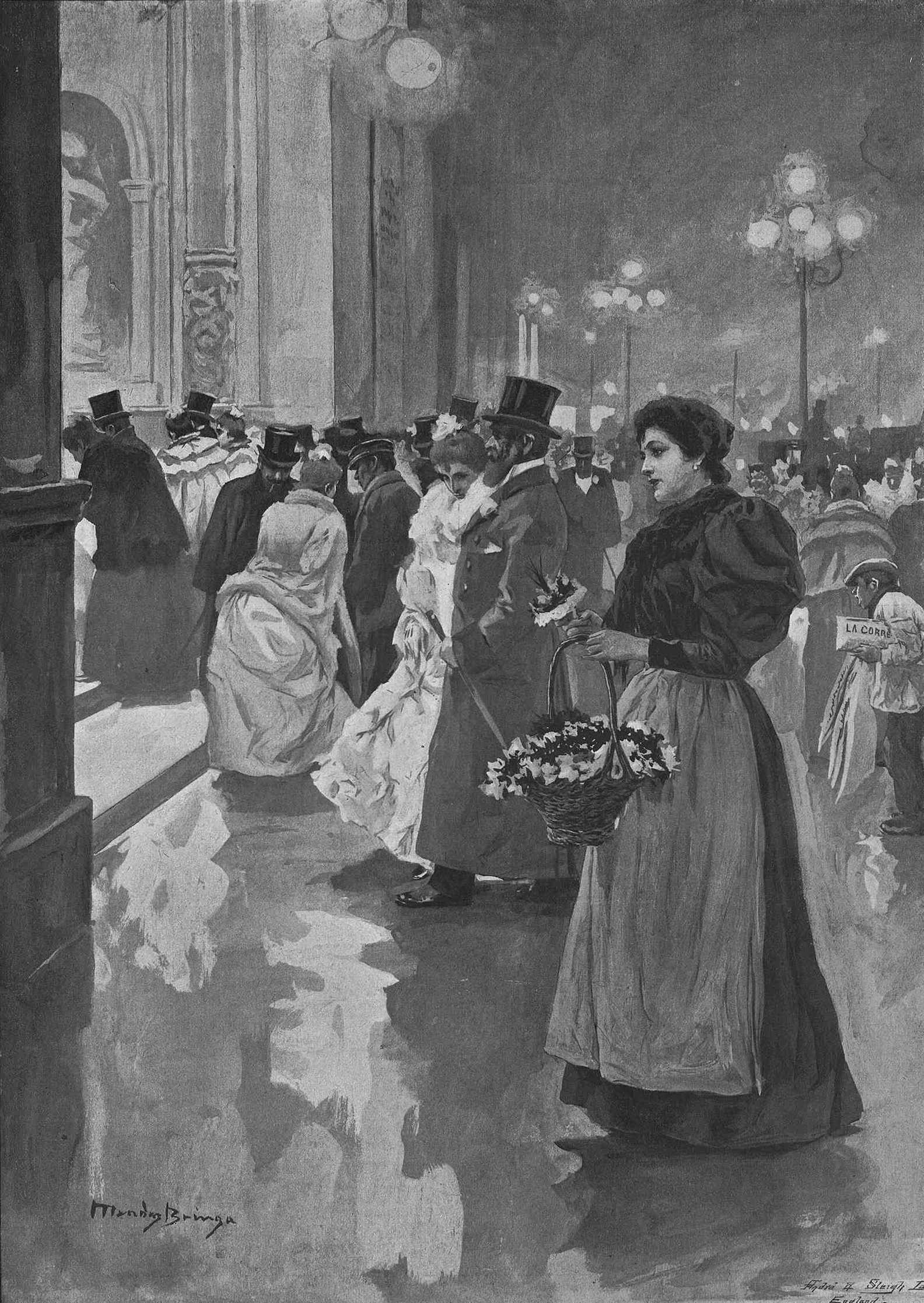
«Las noches madrileñas. La florista de teatro». Ilustración de Narciso Méndez Bringa (Blanco y Negro, 1896).

El florista es la persona que tiene por oficio la preparación y la venta de flores en un comercio. El florista vende tanto flores naturales como artificiales, así como plantas en maceta.

## Actividades

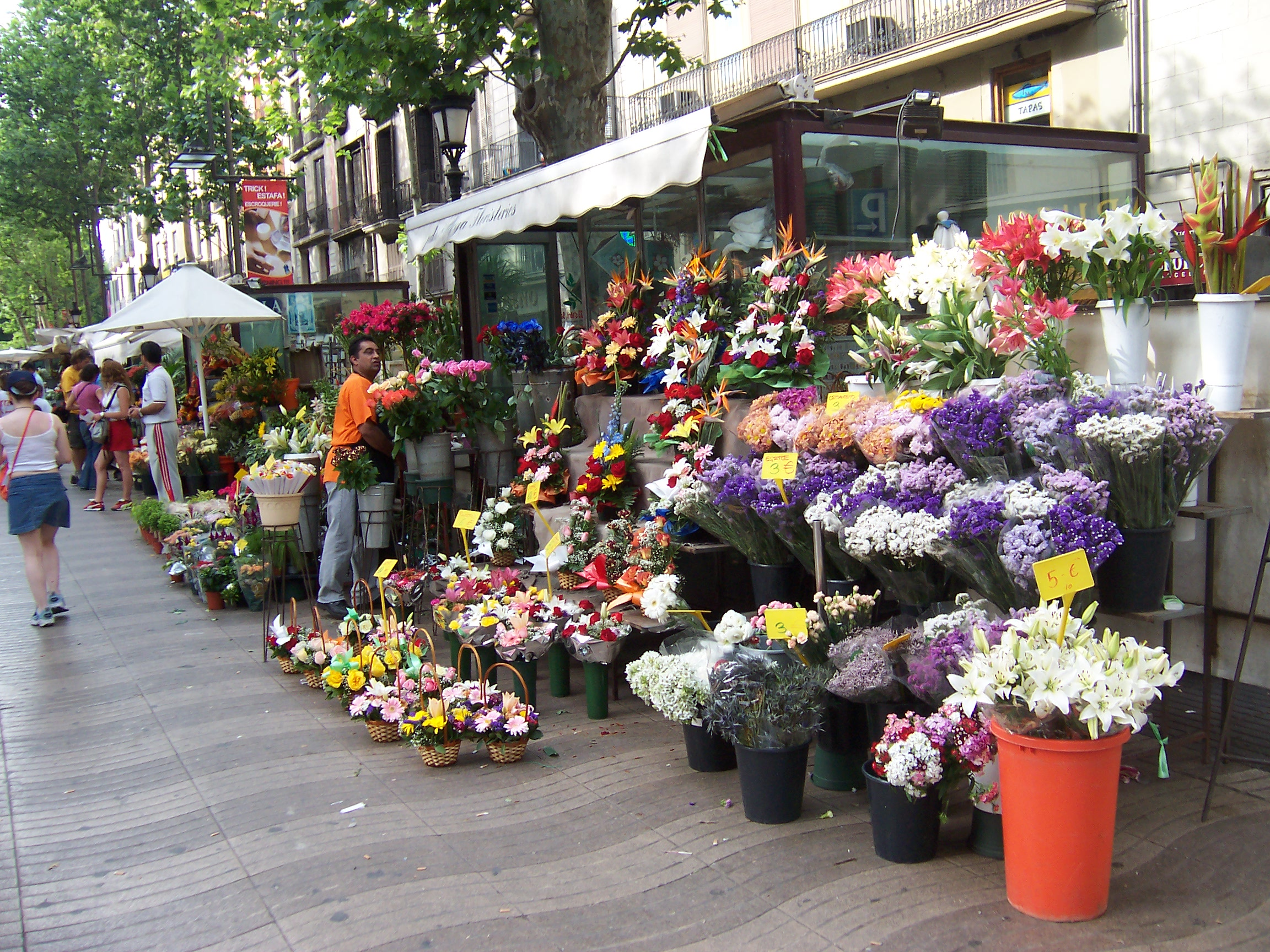
Florista en las ramblas de Barcelona

Los floristas desarrollan su actividad en las floristerías, establecimientos en los que tienen expuestas las flores y plantas ofrecidas para la venta, pero también en quioscos, puestos de mercado y mercadillos callejeros. Al contar habitualmente con plantas de interior y exterior, no es anormal que parte de su surtido se despliegue también a la puerta del establecimiento.
Entre las actividades que realiza un florista se encuentran la confección de ramos y otros adornos florales para su puesta a la venta. Además, confeccionan y presentan diferentes estilos y tamaños de centros, ramilletes y bouquets de flores. Cuida del mantenimiento de las plantas regándolas, podándolas y aplicándoles abono para mantenerlas saludables y las prepara de forma estética antes de su entrega. El florista debe conocer los diferentes estilos, proporciones, tamaños, colores y carácter de las flores, hojas y ramas que se pueden emplear para la confección de las composiciones florales. Del mismo modo, debe conocer los recipientes disponibles (de cerámica, cristal, barro, metal o mimbre) y su mejor combinación con cada planta.
Los floristas venden sus productos para multitud de propósitos, como cumpleaños, aniversarios o fiestas. Sin embargo, su actividad adquiere especial relevancia con motivo de celebraciones sociales como nacimientos, bodas o comuniones. Para estos casos, confeccionan ramos de novia que se realizan generalmente por encargo. En los episodios de muerte, también cobran protagonismo elaborando coronas mortuorias que se utilizan en entierros y funerales. Otra fecha señalada es el día de Todos los Santos en el que existe la costumbre de depositar flores en los cementerios en memoria de los difuntos. El florista debe estar al tanto de las costumbres sociales y los rituales religiosos para poner a la venta las plantas más apropiadas para cada ocasión. 
Entre las características que debe reunir un florista figuran el conocimiento de las familias florales más populares entre el público y en particular aquellas que tiene puestas a la venta. Debe conocer sus necesidades de riego, formas de trasplante, cuidados requeridos y tratamientos contra enfermedades. Realiza asesoramiento al respecto a los clientes en el momento de la venta. 
Uno de los servicios adicionales que ofrecen las floristerías es el envío de plantas a domicilio, para lo cual el cliente suele adjuntar una tarjeta para el destinatario que incluye algunas palabras de felicitación, pésame, etc.

## Formación en España
En el año 1998 el Ministerio de Educación de España creó dos ciclos formativos para el florista: Grados Medio y Superior en Artes Plásticas y Diseño. En estos ciclos se pretende de los alumnos: proyectar, dirigir y producir con plena capacidad sus proyectos de ornamentación con flores frescas, secas o artificiales y elementos auxiliares para ajardinamientos, complementos para la moda y las instalaciones, desarrollando su actividad en interiores, exteriores, exposiciones y obras relacionadas con la jardinería de interiores que no requieran intervenciones constructivas.